# Grondstation Raisting

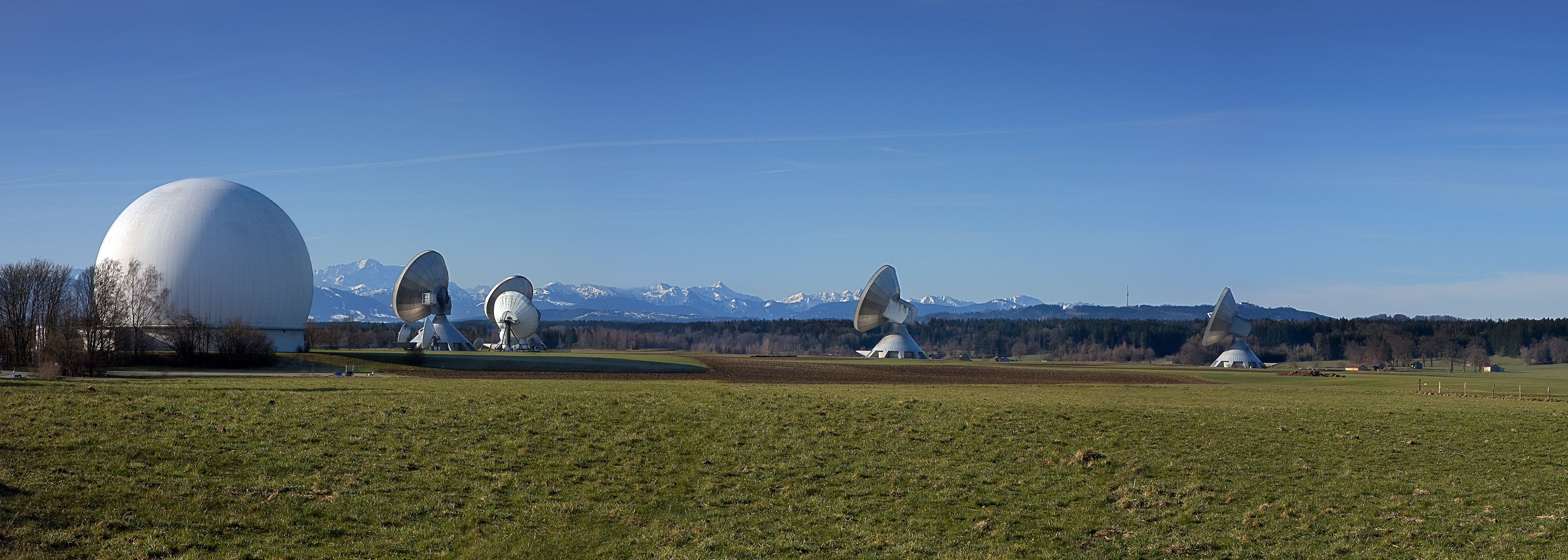
Grondstation Raisting in Beieren

Het Grondstation Raisting (nabij de Ammersee) is een grondstation voor de communicatie met communicatiesatellieten bij het Duitse dorp Raisting. Het is tot ver in de omtrek zichtbaar.
Het grondstation werd in bedrijf genomen in 1964 door de Deutsche Bundespost en behoorde uiteindelijk tot de divisie T-Systems van Deutsche Telekom.
Antenne 1, die zich in een kogelvormige blaashal bevindt in de radome, is niet meer in bedrijf en is een monument sinds 1999. In 2008 besloot het destrict Weilheim-Schongau het radome te behouden als technisch museum onder de Radom Raisting GmbH.
In de zomer wordt het buitenoppervlak van de radome gebruikt als projectiescherm voor openluchtfilms. In februari 2020 raakte Antenne 1 beschadigd gedurende storm Bianca, wat heeft geleidt tot de installatie van een beschermende radomehuls in 2021.
Op 12 januari 2006 werd het grondstation door T-Systems verkocht aan het Amerikaanse telecommunicatiebedrijf Emerging Markets Communications Inc. (EMC). EMC richt zich met name op het mogelijk maken van satellietgestuurde telecommunicatie wereldwijd in opdracht van hulporganisaties en verschillende onderdelen van de Verenigde Naties.

## Afbeeldingen

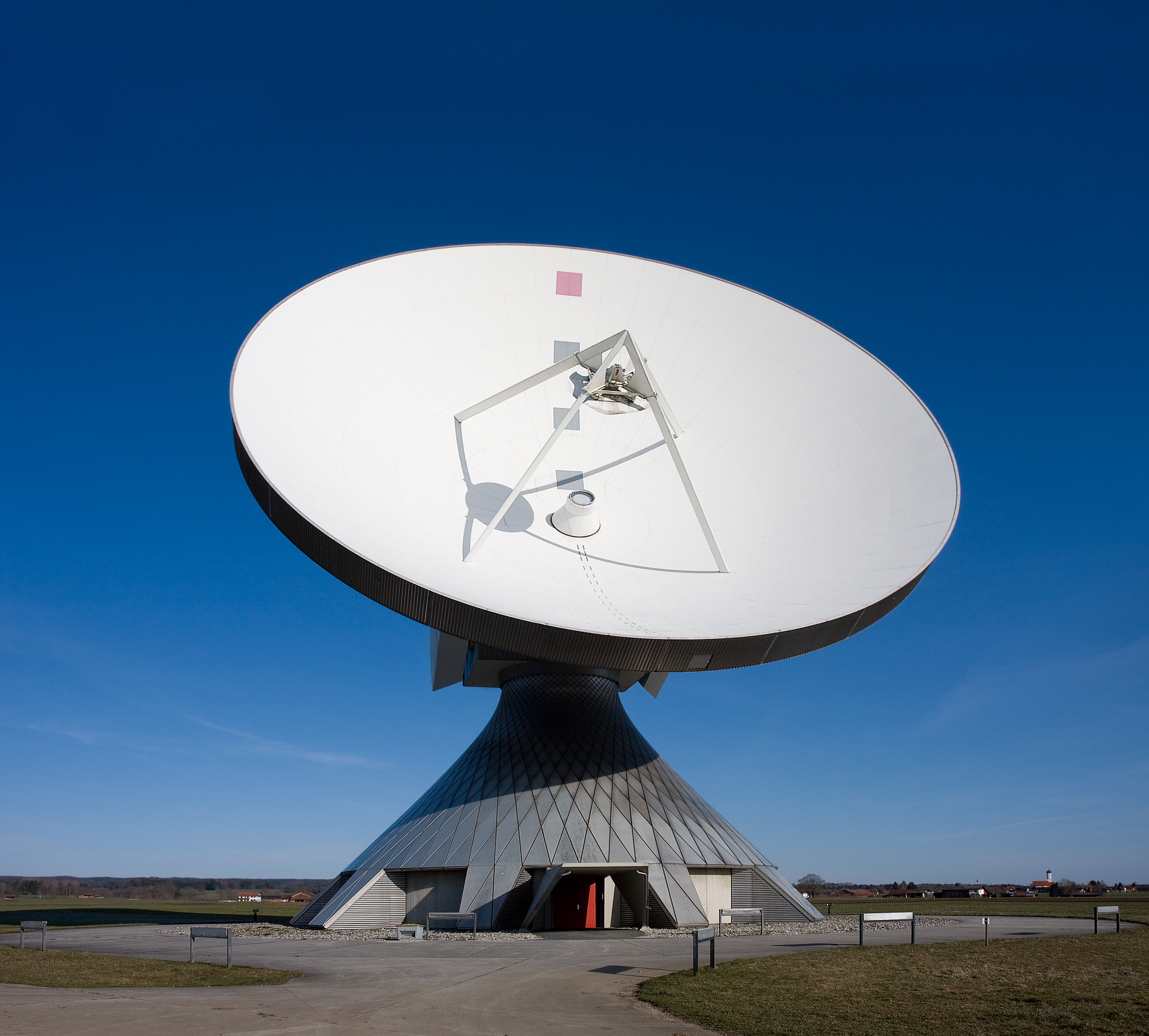
Schotelantenne van het grondstation Raisting
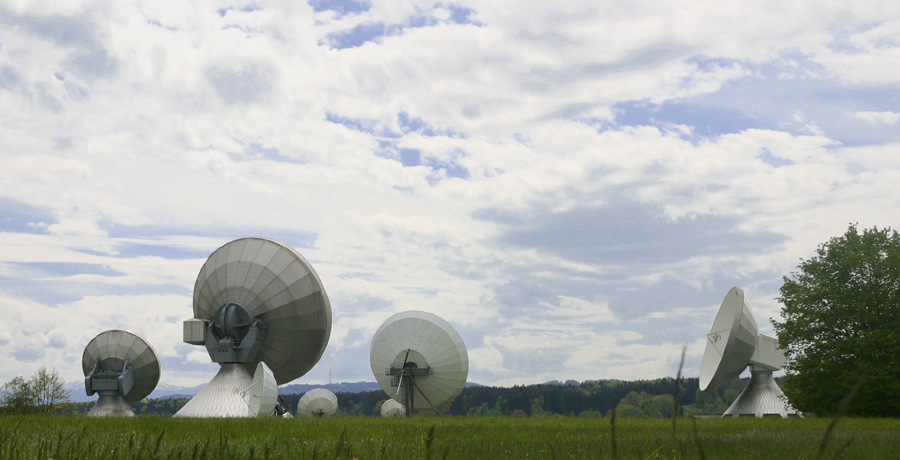
Schotelantennes van het grondstation Raisting